# Bodestelsel
Het Bodestelsel ofwel M81 (Messier 81 / NGC 3031) is een spiraalvormig sterrenstelsel in het sterrenbeeld Grote Beer (Ursa Major) en is het helderste lid van de M81-groep. M81 heeft een absolute magnitude van -20,8 en bevindt zich op een afstand van 12 miljoen lichtjaar. Met het nabije stelsel M82 kan het met kleine telescopen waargenomen worden. Onder ideale omstandigheden (met zeer goede ogen, een goede seeing, een stuk boven zeeniveau, geen lichtvervuiling, een maanloze nacht) is het zelfs net mogelijk om het sterrenstelsel M81 met het blote oog al op te sporen, waarmee het (afgezien van tijdelijke verschijnselen zoals supernova's) het verst verwijderde object is dat zonder hulpmiddelen kan worden waargenomen.
M81 werd in 1774 ontdekt door Johann Elert Bode die het beschreef als een "nevelachtige vlek". In 1993 werd in M81 een supernova waargenomen die een maximale helderheid van magnitude 10,5 bereikte.
In 2007 werd een zogenaamde fast radio burst (FRB's) waargenomen. Deze FRB kreeg de naam FRB 20200120E. Wetenschappers kunnen dit fenomeen in deze omgeving niet verklaren, omdat FRB's doorgaans waargenomen worden bij jonge kosmische objecten, terwijl deze FRB's waargenomen worden bij oudere objecten. Door middel van de Canada Hydrogen Intensity Mapping Experiment-telescoop kon ook de locatie redelijk bepaald worden.

## Externe links

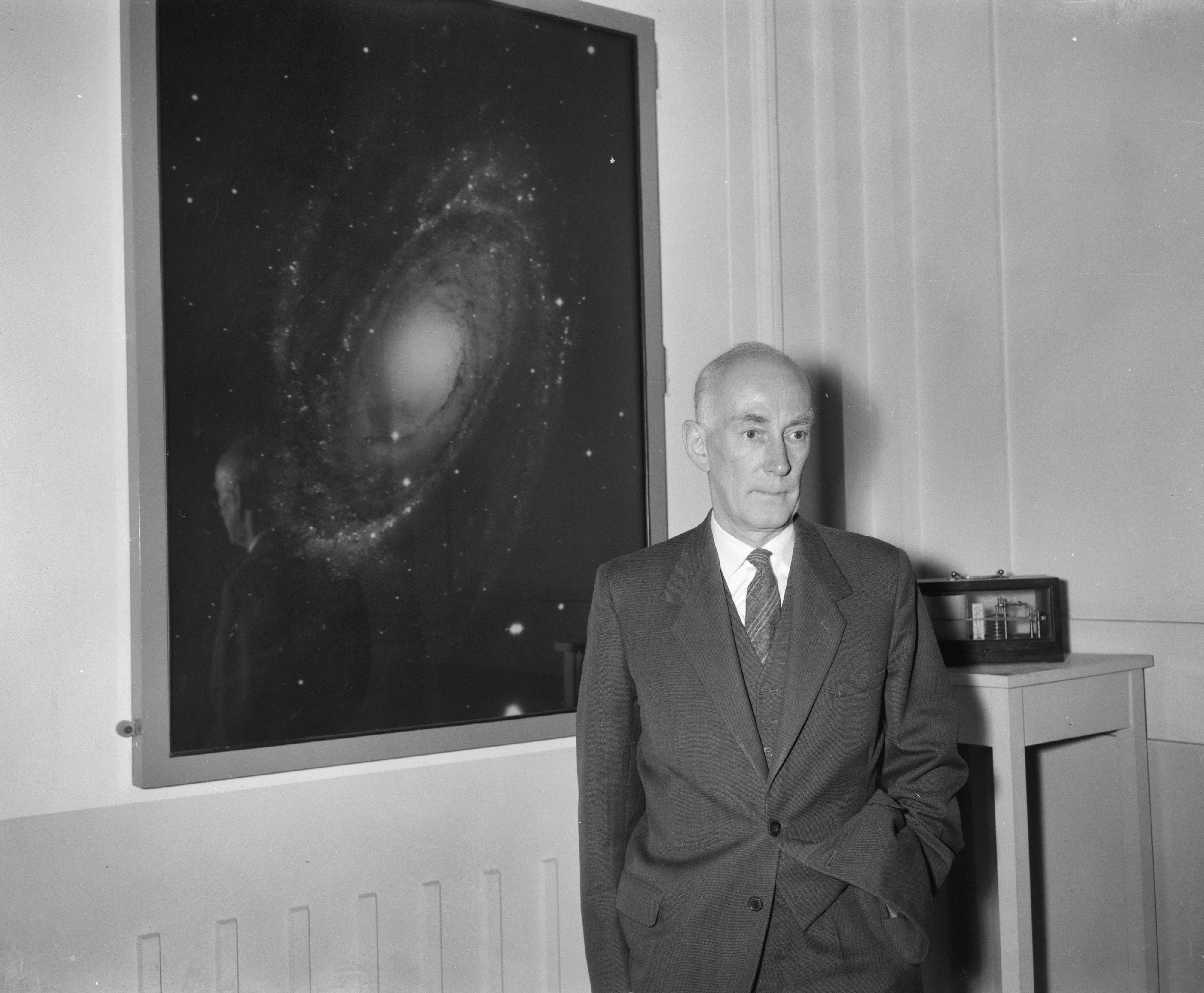
De Nederlandse astronoom Jan Hendrik Oort voor een affiche van M81, 1961